# محوطه چورن سر کشمش
محوطه چورن سر کشمش مربوط به دوران‌های تاریخی پس از اسلام است و در شهرستان املش، بخش رانکوه، روستای کشمش واقع شده و این اثر در تاریخ ۲ آبان ۱۳۸۲ با شمارهٔ ثبت ۱۰۶۷۵ به‌عنوان یکی از آثار ملی ایران به ثبت رسیده است.